# Acide traumatique
L'acide traumatique ou acide (E)dodéc-2-ènedioïque est un acide dicarboxylique insaturé élémentaire à 12 atomes de carbone qui présente une double liaison (éthylénique), donc deux diastéréoisomères : Z (ou cis) et E (ou trans). Cet acide possède deux pKa qui sont dus aux deux fonctions acides présentes dans le composé.

## Origine
Les plantes blessées se cicatrisent par une croissance accélérée des cellules au niveau de la blessure. Les chimistes James English Jr. et James Frederick Bonner, travaillant à l'Institut de technologie de Californie avec le Néerlandais Aire Jan Haagen-Smit, ont annoncé en 1939 qu'ils avaient découvert une hormone de croissance spécifique de la cicatrisation des blessures de plantes. Pour expliquer le principe de cette découverte, ils écrasèrent des haricots verts frais, d'un lot de « Kentucky Wonder » pour en extraire le jus. Cet extrait fut appliqué sur des blessures d'autres haricots. Ils purent voir que de nouvelles cellules saines apparurent sur la blessure en quelques heures, c'est-à-dire plus rapidement que sur des haricots blessés n'ayant pas reçu d'application d'extrait. La molécule active, une fois isolée de cet extrait, a été nommée acide traumatique car elle est une hormone de croissance observée chez les plantes lors d'un traumatisme.

## Propriétés

### Chimiques et physiques
L'acide traumatique est un composé qui est soluble dans l'eau, le DMF, le DMSO, l'éthanol et le chloroforme. Sa température d'ébullition est de 376,4 °C et sa température de fusion est de 166 °C à une pression d'une atmosphère. Cet acide a l'apparence d'une poudre jaune clair.

### Biologiques
Jusqu'à présent, peu d'études ont été réalisées sur l'activité physiologique et métabolique de l'acide traumatique chez les plantes. Le premier effet observé d'activité de cet acide est la stimulation de la division cellulaire et la croissance cellulaire chez les plantes supérieures qui permet de soigner les tissus endommagés et de protéger les cals. Il a été révélé que l'acide traumatique est un des nombreux facteurs qui déclenchent le processus de floraison de la plante. Une précédente recherche, réalisée sur une algue unicellulaire, a montré que l'acide traumatique provoque une augmentation du nombre de cellules des algues et une augmentation des métabolites primaires, des monosaccharides, des chlorophylles et des protéines cellulaires. Il existe aussi une condition expérimentale qui suggère que l'acide traumatique coopère avec d'autres phytohormones, en particulier l'acide jasmonique et l'acide abscissique, jouant un rôle crucial dans l'induction de réponses physiologiques et métaboliques non seulement à la blessure, mais aussi à de nombreux autres facteurs de stress environnementaux.
Il devrait être présumé que l'acide traumatique est un composé qui participe activement à la régulation de nombreux processus biochimiques et physiologiques dans les plantes, en particulier ceux liés à des mécanismes de réponse aux facteurs de stress environnementaux. Cependant, les processus commandés par l'acide traumatique restent encore inconnus.

## Réactions

### Synthèse de l'acide traumatique
La première réaction dans la voie de synthèse de l'acide traumatique est l'oxydation de l'acide linolénique, ce qui conduit à la production d'acides comme le 13-hydroperoxylinolenique (13 HPOT). Cette réaction est catalysée par les lipoxygénases. La prochaine étape dans la biosynthèse de l'acide traumatique dans les plantes est la scission de la chaîne 18-carbonique de 13-HPOT en aldéhydes volatils 6-carbonique (2E)-hexénal ou hexanal et l'acide 12-oxo-(9Z)-dodècanique, qui subissent une transformation en traumatin en raison de l'isomérisation. La dernière étape de la voie de biosynthèse est l'oxydation non enzymatique de traumatin en acide traumatique. La synthèse de cet acide est induite et réglementée principalement par des facteurs de stress environnementaux, en particulier blessants, mais aussi par des températures élevées et basses, UV, ou osmotique.

### Utilisations
- L'acide traumatique est utilisé comme intermédiaire dans la synthèse des prostaglandines.
- Il est également un constituant de certains produits pharmaceutiques, tels que le gel de « Restomyl odontostomatologic », en raison de son activité de ré-épidermisation muqueuse.
- L'acide 2-dodécènedioique, (2E)  peut être utilisé pour produire 8-(5-oxo-tétrahydrofuran-2-yl)-octanoïque à une température de 130 °C. Il va réagir avec de l'acide sulfurique à 60 %, La réaction dure deux heures et demie et son rendement est d'environ 55 %.

## Sécurité et toxicité
Cet acide peut provoquer une irritation cutanée, une sévère irritation des yeux et peut irriter les voies respiratoires. En cas de contact avec les yeux, laver immédiatement et abondamment avec de l’eau et consulter un spécialiste. Pour chaque manipulation de ce produit il est nécessaire de porter un vêtement de protection approprié, porter des gants appropriés et un appareil de protection des yeux et du visage.
Après chaque utilisation il est important de se laver les mains soigneusement.
L'acide traumatique n'a pas encore été déterminé comme étant un produit toxique.

## Techniques d’analyses pour identifier le produit
L'acide traumatique peut être analysé par spectrophotométrie Infra-Rouge, RAMAN et RMN.